# 月球探测

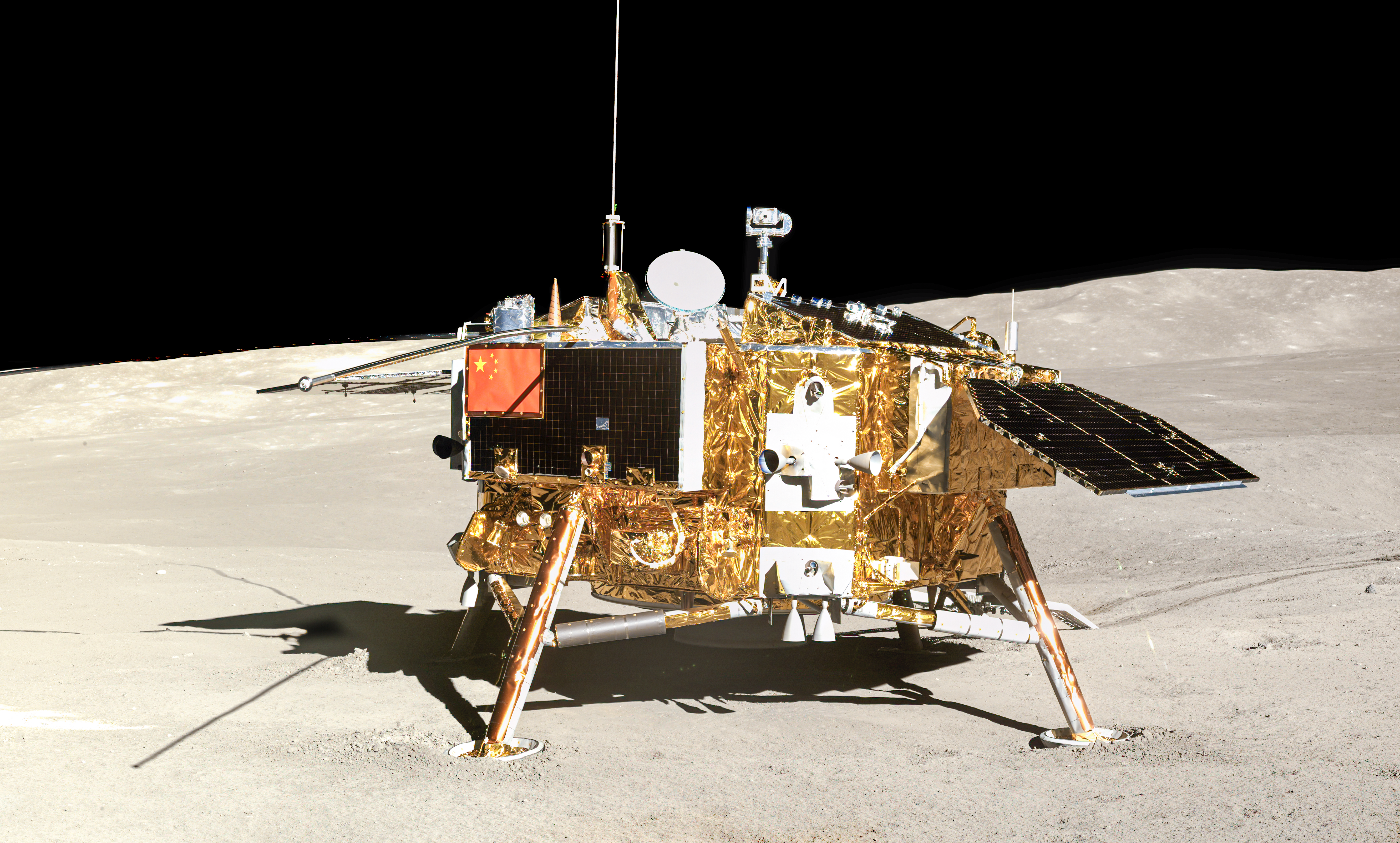
嫦娥四号任务是人类于月球背面进行的首次成功的着陆探测任务。

月球探索，指人類對月球的科學探查與觀測活動。物理探索始於1959年9月14日蘇聯發射的「月球2號」探測器撞擊月表，成為首個抵達地外天體的人造物體。此前人類僅能透過地球進行遠程觀測，而光學望遠鏡的發明標誌著月球觀測的第一次飛躍——伽利略於1609年自製望遠鏡，首次詳細記錄月球表面的山脈與隕石坑地形。
在冷戰時期的太空競賽中，美國的阿波羅計劃成為迄今唯一實現載人登月的工程。1969年7月20日，阿波羅11號任務的太空人登陸月球正面的靜海基地，並帶回首批月岩樣本。蘇聯則側重無人探測，其「月球計劃」先後達成首次月面軟著陸（月球9號，1966年）、首輛無人月球車（月球車1號，1970年）等里程碑。
21世紀以來，中國的探測任務取得突破性進展。2019年1月3日，嫦娥四號在月球背面的南極-艾特肯盆地實現人類首次月背軟著陸，並釋放巡視器「玉兔二號」。2024年6月25日，嫦娥六號更完成人類首次月背樣本返回任務。當前國際探月聚焦於建立長期駐留基地：美國主導的阿提米絲計劃計劃2020年代末重返月球，中國則與俄羅斯等國合作建設國際月球科研站（ILRS），預計2035年前完成基本型建設，並可能部署核反應堆解決能源需求。